# La Sgambeda
La Sgambeda est une course marathon de ski courue chaque décembre en Lombardie depuis 1990. Le départ et l'arrivée a lieu à Livigno qui se situe à environ 1 800 mètres d'altitude. Le format est une course de 42 kilomètres en style libre. Elle est désormais inscrite dans le calendrier de Ski Classics.